# Drew Neitzel
Drew Neitzel (* 7. Mai 1985 in Grand Rapids, Michigan) ist ein ehemaliger US-amerikanischer Basketballspieler, der nach seinem Studium in seinem heimatlichen US-Bundesstaat als Profi in Europa spielte. Nach verschiedenen Stationen in der deutschen Basketball-Bundesliga sowie in Frankreich stand Neitzel kurz vor dem Sprung in den Saisonkader des damaligen NBA-Champions Dallas Mavericks, wurde aber noch kurz vor Saisonbeginn 2011/12 aus seinem Vertragsverhältnis entlassen. Nach einer Spielzeit in der NBA Development League (D-League) kehrte er nach Europa zurück und spielte beim BBC Monthey in der Schweizer Basketball-Nationalliga.

## Karriere
Neitzel, der wie der gleichaltrige Kyle Visser aus Grand Rapids stammt, war bereits während seiner Schulzeit an der High School ein talentierter Spieler und wurde in seinem Senior-Jahr 2004 als bester High-School-Spieler seines Bundesstaats zum Hal Schram Mr. Basketball of Michigan ernannt.
Danach wechselte Neitzel zum Studium an die Michigan State University und spielte unter Trainer Tom Izzo für die Spartans, für die einst auch die Basketballlegende Magic Johnson als Student aktiv war, in der NCAA Division I. In der ambitionierten Hochschulmannschaft gehörte er zu den produktivsten Spielern während seiner vier Spielzeiten und war bei seinem Weggang im Jahr 2008 einer von nur drei Spielern in der Geschichte der Mannschaft, die insgesamt mehr als 1.500 Punkte und mehr als 500 Assists für die Spartans erzielten. Zudem setzte er sich mit einer Trefferquote von etwas mehr als 86 % als sicherster Freiwurfschütze an die Spitze der ewigen Rangliste der Hochschulmannschaft. In seinem ersten Jahr erreichte er 2005 mit den Spartans das Final-Four-Turnier der NCAA Division I Basketball Championship. Nach zwei weiteren Endrundenteilnahmen, wo man jeweils relativ früh ausschied, erreichte er in seinem Abschlussjahr 2008 mit seinem Team immerhin die Achtelfinalrunde Sweet Sixteen. Für die US-amerikanische Nationalmannschaft nahm er an den Panamerikanischen Spielen 2007 teil, bei denen die Auswahl aus Collegespielern den fünften Platz belegte.
In der NBA Draft 2008 wurde er von keiner NBA-Mannschaft ausgewählt und ging nach der NBA Summer League im Team der Minnesota Timberwolves nach Deutschland zu den Artland Dragons aus Quakenbrück in die Basketball-Bundesliga. Die Mannschaft verpasste die Play-offs und auch Neitzel persönlich konnte die Erwartungen nicht ganz erfüllen, so dass der Vertrag nach der Saison nicht verlängert wurde. Im Anschluss an die Saison trat er ein weiteres Mal in der NBA Summer League an, diesmal für die Portland Trail Blazers. Ihm gelang es ein weiteres Mal nicht, über diese Liga einen Vertrag für die NBA-Hauptrunde zu bekommen, weshalb er 2009 erneut nach Europa ging, diesmal ins französische Chalon-sur-Saône zum Erstligisten Élan Sportif in der LNB Pro A. Die Mannschaft aus dem Burgund hatte einen schlechten Saisonstart und infolgedessen wurde unter anderem Neitzel nach zwölf Spielen bereits im Dezember 2009 wieder entlassen. Im Januar 2010 bekam er dann einen Vertrag bei der TBB Trier, wo er als Ersatz für den verletzten Brian Brown verpflichtet wurde. Zur folgenden Saison holten die Trierer Henrik Rödl als neuen Trainer, in dessen sportlichem Konzept Neitzel keinen Platz mehr hatte, so dass der Vertrag nach der Saison endete. Im Januar 2011 profitierte Neitzel ein weiteres Mal von der Verletzung eines Kollegen, so wurde er vom BBL-Aufsteiger BBC Bayreuth als Ersatz für Osvaldo Jeanty verpflichtet. Am Ende konnte auch dank der weiteren Nachverpflichtung Ekene Ibekwe der Klassenerhalt für den Aufsteiger erreicht werden.
Dezember 2011 erhielt er einen Probevertrag bei den Dallas Mavericks in der NBA. Am 21. Dezember 2011 wurde er von den Mavericks freigestellt und erhielt keinen Platz im endgültigen Saisonkader. Neitzel wechselte daraufhin zum Farmteam Texas Legends in die NBA D-League. Hier konnte er sich jedoch nicht für die Verpflichtung durch einen NBA-Klub empfehlen, worauf er nach der Spielzeit nach Europa zurückkehrte und beim BBC Monthey in der Schweiz spielte. Im Laufe der Saison 2012/13 wurde der Vertrag aufgelöst. Der Schweizer Erstligist war der letzte Halt in Neitzels Laufbahn als Berufsbasketballspieler. Er kehrte in sein Heimatland zurück, wurde beruflich in seiner Heimatstadt Grand Rapids als Anlageberater tätig, leitete Basketball-Trainingslager für Jugendliche und brachte sich in das örtliche Basketballgeschehen als Kommentator bei Übertragungen von College- und Highschool-Spielen ein.